# 奧雷亞穆諾縣
奧雷亞穆諾縣（西班牙語：Cantón de Oreamuno），是哥斯達黎加的縣份，位於該國西北部，由卡塔戈省負責管轄，首府設於聖拉斐爾德奧雷亞穆諾，始建於1914年8月17日，面積202.31平方公里，2011年人口45,473人，人口密度每平方公里224.77人。